# Четвёртый тенор
Четвертый тенор - американский комедийный фильм 2002 года режиссера Гарри Бэзила. Главную роли сыграл Родни Дэнджерфилд. Это была последняя роль Дэнджерфилда  перед его смертью в октябре 2004 года.

## Сюжет
Главный герой Лупо влюбляеться в итальянку, которая отвергает его, настаивая на том , что она выйдет замуж только за оперного певца. Лупо тем временем отправляется путешествувать по Италии в надежде на учиться петь оперу.

## В ролях
- Родни Дэнджерфилд как Лупо
- Анита Де Симоне в роли Розы
- Аннабель Гурвич как Джина
- Чарльз Флейшер как Альфонс
- Роберт Дэви - Иерра
- Гамильтон Кэмп - Папа
- Эльза Ворон - Мама
- Джейкоб Уррутиа - Марио
- Ричард Либертини - Винченцо
- Дом Иррера - Пити
- Патрик Купо - Нунцио
- Анни Гиоббе - Франчески
- Винсент Скиавелли - Марчелло
- Пьеррино Маскарино - Роберто
- Марти Белафски - Джонни
- Дон Старк - Тони
- Лиза Менде - Сони